# Cronologia da pandemia de COVID-19 em novembro de 2020
Este artigo documenta a cronologia e epidemiologia do vírus SARS-CoV-2 em novembro de 2020, o vírus que causa a COVID-19 e é responsável pela pandemia de COVID-19. Os primeiros casos humanos da COVID-19 foram identificados em Wuhan, China, em dezembro de 2019.

## Cronologia

### 1 de novembro
O Brasil registrou 10 100 novos casos e 190 novas mortes, elevando o total para 5 545 705 e 160 074, respectivamente; um total de 4 980 942 pacientes se recuperaram da doença.
 A Nova Zelândia reportou dois novos casos, elevando o número total para 1 959 (1 603 confirmados e 356 prováveis). O número de recuperados permanece em 1 857 enquanto que o número de mortes permanece em 25. Há 77 casos ativos no país.
 Portugal registrou 3 062 novos casos e 37 novas mortes, elevando o total para 144 341 e 2 544, respectivamente; um total de 81 771 pacientes se recuperaram. Há 60 026 casos ativos no país. O país registrou um novo recorde de 2 122 doentes internados, 284 dos quais em unidades de cuidados intensivos.

### 2 de novembro
O Brasil registrou 8 501 novos casos e 179 novas mortes, elevando o total para 5 554 206 e 160 253, respectivamente; um total de 4 998 408 pacientes se recuperaram da doença.
 Portugal registrou 2 506 novos casos e 46 novas mortes, elevando o total para 146 847 e 2 590, respectivamente; um total de 83 294 pacientes se recuperaram. Há 60 963 casos ativos no país. Foi o número mais alto de mortes registradas em apenas um dia no país desde o início da pandemia, superando os 40 óbitos registrados em 30 de outubro. O país também registrou um novo recorde de 2 255 doentes internados, 294 dos quais em unidades de cuidados intensivos.

### 3 de novembro
- Atualização Epidemiológica Semanal da OMS.[8]

 O Brasil registrou 11 843 novos casos e 243 novas mortes, elevando o total para 5 566 049 e 160 496, respectivamente; um total de 5 028 216 pacientes se recuperaram da doença, o que corresponde a 90,3% do total de pessoas infectadas.
 Portugal registrou 2 596 novos casos e 45 novas mortes, elevando o total para 149 443 e 2 635, respectivamente; um total de 86 589 pacientes se recuperaram. Há 60 219 casos ativos no país. O país registrou um novo recorde de 2 349 doentes internados, 320 dos quais em unidades de cuidados intensivos.

### 4 de novembro
O Brasil registrou 23 976 novos casos e 610 novas mortes, elevando o total para 5 590 025 e 161 106, respectivamente; um total de 5 064 344 pacientes se recuperaram da doença.
 Portugal registrou 7 497 novos casos (3 570 casos decorrentes do atraso no reporte laboratorial) e 59 novas mortes, elevando o total para 156 940 e 2 694, respectivamente; um total de 88 946 pacientes se recuperaram. Há 65 300 casos ativos no país. Foi o número mais alto de mortes registradas em apenas um dia no país desde o início da pandemia, superando os 46 óbitos registrados dois dias antes. O país também registrou um novo recorde de 325 doentes internados em unidades de cuidados intensivos.

### 5 de novembro
O Brasil registrou 22 294 novos casos e 630 novas mortes, elevando o total para 5 612 319 e 161 736, respectivamente. Os dados referentes aos casos recuperados não foram atualizados, devido a "problemas no sistema", fazendo com que o total de pacientes recuperados da doença permanece em 5 064 344.
 Os Estados Unidos registraram um novo recorde de 102 831 casos diários da doença, tornando-se no primeiro país do mundo a ultrapassar a marca de 100 mil novas infecções diárias por COVID-19. O país também registrou 1 097 novas mortes. O país totaliza quase 9,5 milhões de casos registrados e mais de 233 mil mortes devido à doença.
 Portugal registrou 4 410 novos casos e 46 novas mortes, elevando o total para 161 350 e 2 740, respectivamente; um total de 91 453 pacientes se recuperaram. Há 67 157 casos ativos no país. O país registrou um novo recorde de 2 362 doentes internados, 320 dos quais em unidades de cuidados intensivos.

### 6 de novembro
- Atualização Operacional Semanal da OMS.[22]

 O Brasil registrou 18 862 novos casos e 279 novas mortes, elevando o total para 5 631 181 e 162 015, respectivamente. Os dados referentes aos casos recuperados e em acompanhamento não foram atualizados, devido à uma "suspeita de vírus nos sistemas da pasta", fazendo com que "o ministério não [informasse] os números estimados de casos recuperados e em acompanhamento".
 Portugal registrou 5 550 novos casos e 52 novas mortes, elevando o total para 166 900 e 2 792, respectivamente; um total de 93 754 pacientes se recuperaram. Há 70 354 casos ativos no país. Foi o número mais alto de casos confirmados em apenas um dia no país desde o início da pandemia, superando os 4 656 casos diários confirmados em 30 de outubro. O país também registrou um novo recorde de 2 425 doentes internados, 340 dos quais em unidades de cuidados intensivos.

### 7 de novembro
O Brasil registrou 22 380 novos casos e 254 novas mortes, elevando o total para 5 653 561 e 162 269, respectivamente. Os dados referentes aos casos recuperados e em acompanhamento não foram atualizados, devido a "problemas técnicos". Também por conta do apagão no Amapá, não há novos dados sobre o estado, e os registros referentes ao estado de São Paulo não puderam ser atualizados, portanto, "o número real de novos casos e óbitos pode ser ainda maior".
 Portugal registrou 6 640 novos casos e 56 novas mortes, elevando o total para 173 540 e 2 848, respectivamente; um total de 97 747 pacientes se recuperaram. Há 72 945 casos ativos no país. Foi o número mais alto de casos confirmados em apenas um dia no país desde o início da pandemia, superando os 5 550 casos diários confirmados no dia anterior. O país também registrou um novo recorde de 360 doentes internados em unidades de cuidados intensivos.

### 8 de novembro
O Brasil registrou 10 554 novos casos e 128 novas mortes, elevando o total para 5 664 115 e 162 397, respectivamente. Os dados porém estão incompletos, devido a um "problema técnico" relatado pelo Ministério da Saúde nos últimos dias. Também por conta do apagão no Amapá, não há novos dados sobre o estado, e os registros referentes ao estado de São Paulo não puderam ser atualizados, portanto, "o número real de novos casos e óbitos pode ser ainda maior".
 Portugal registrou 5 784 novos casos e 48 novas mortes, elevando o total para 179 324 e 2 896, respectivamente; um total de 99 781 pacientes se recuperaram. Há 76 647 casos ativos no país. O país registrou um novo recorde de 2 522 doentes internados, 378 dos quais em unidades de cuidados intensivos.

### 9 de novembro
O Brasil registrou 10 917 novos casos e 231 novas mortes, elevando o total para 5 675 032 e 162 628, respectivamente. Os dados porém estão incompletos, desde 4 de novembro, devido a um "problema técnico" relatado pelo Ministério da Saúde, que disse que "as informações serão atualizadas ou corrigidas após restabelecimento da rede" do ministério. Os registros referentes ao estado de São Paulo também não são atualizados desde 5 de novembro.
 Portugal registrou 4 096 novos casos e 63 novas mortes, elevando o total para 183 420 e 2 959, respectivamente; um total de 102 083 pacientes se recuperaram. Há 78 378 casos ativos no país. Foi o número mais alto de mortes registradas em apenas um dia no país desde o início da pandemia, superando os 59 óbitos registrados cinco dias antes. O país também registrou um novo recorde de 2 651 doentes internados, 391 dos quais em unidades de cuidados intensivos.

### 10 de novembro
O Brasil registrou 23 973 novos casos e 174 novas mortes, elevando o total para 5 699 005 e 162 802, respectivamente. Os dados porém estão incompletos devido a um "problema técnico" relatado pelo Ministério da Saúde. Os registros referentes ao estado de São Paulo também não são atualizados desde 5 de novembro e os do Paraná também não foram atualizados no último dia.
 Portugal registrou 3 817 novos casos e 62 novas mortes, elevando o total para 187 237 e 3 021, respectivamente; um total de 106 878 pacientes se recuperaram. Há 77 338 casos ativos no país (menos 1 040 em relação ao dia anterior). O país registrou um novo recorde de 2 742 doentes internados, 382 dos quais em unidades de cuidados intensivos.

### 11 de novembro
O Brasil registrou 48 655 novos casos e 566 novas mortes, elevando o total para 5 747 660 e 163 368, respectivamente. Os dados não incluem números do estado de Amazonas.
 Portugal registrou 4 935 novos casos e 82 novas mortes, elevando o total para 192 172 e 3 103, respectivamente; um total de 110 353 pacientes se recuperaram. Há 78 716 casos ativos no país. Foi o número mais alto de mortes registradas em apenas um dia no país desde o início da pandemia, superando os 63 óbitos registrados dois dias antes. O país também registrou um novo recorde de 2 785 doentes internados, 391 dos quais em unidades de cuidados intensivos.

### 12 de novembro
O Brasil registrou 33 207 novos casos e 908 novas mortes, elevando o total para 5 781 582 e 164 281, respectivamente; um total de 5 256 767 pacientes se recuperaram da doença. Os dados não incluem números do estado de Amazonas.
 Portugal registrou 5 839 novos casos e 78 novas mortes, elevando o total para 198 011 e 3 181, respectivamente; um total de 113 689 pacientes se recuperaram. Há 81 141 casos ativos no país. O país registrou um novo recorde de 2 794 doentes internados, 383 dos quais em unidades de cuidados intensivos.

### 13 de novembro
O Brasil registrou 29 070 novos casos e 456 novas mortes, elevando o total para 5 810 652 e 164 737, respectivamente; um total de 5 256 767 pacientes se recuperaram da doença.
 Portugal registrou 6 653 novos casos e 69 novas mortes, elevando o total para 204 664 e 3 250, respectivamente; um total de 117 382 pacientes se recuperaram. Há 84 032 casos ativos no país. Foi o número mais alto de casos confirmados em apenas um dia no país desde o início da pandemia, superando os 6 640 casos diários confirmados seis dias antes. O país também registrou um novo recorde de 2 799 doentes internados, 388 dos quais em unidades de cuidados intensivos.

### 14 de novembro
O Brasil registrou 38 307 novos casos e 921 novas mortes, elevando o total para 5 848 959 e 165 658, respectivamente; um total de 5 291 511 pacientes se recuperaram da doença.
 Portugal registrou 6 602 novos casos e 55 novas mortes, elevando o total para 211 266 e 3 305, respectivamente; um total de 122 517 pacientes se recuperaram. Há 85 444 casos ativos no país.

### 15 de novembro
O Brasil registrou 14 134 novos casos e 140 novas mortes, elevando o total para 5 863 093 e 165 798, respectivamente; um total de 5 303 114 pacientes se recuperaram da doença.
 Portugal registrou 6 035 novos casos e 76 novas mortes, elevando o total para 217 301 e 3 381, respectivamente; um total de 125 066 pacientes se recuperaram. Há 88 854 casos ativos no país.

### 16 de novembro
O Brasil registrou 13 371 novos casos e 216 novas mortes, elevando o total para 5 876 464 e 166 014, respectivamente; um total de 5 322 406 pacientes se recuperaram da doença, o que corresponde a 90,6% do total de pessoas infectadas.
 Portugal registrou 3 996 novos casos e 91 novas mortes, elevando o total para 225 672 e 3 472, respectivamente; um total de 142 155 pacientes se recuperaram. Há 80 045 casos ativos no país. Foi o número mais alto de mortes registradas em apenas um dia no país desde o início da pandemia, superando os 82 óbitos registrados cinco dias antes.

### 17 de novembro
Portugal registrou 4 452 novos casos e 81 novas mortes, elevando o total para 230 124 e 3 553, respectivamente; um total de 149 445 pacientes se recuperaram. Há 77 126 casos ativos no país.